# Набу-шуму-либур
Набу-шуми-либур (Nabû-šumu-lībur) — царь Вавилонии, правил приблизительно в 1033 — 1025 годах до н. э. Его имя означает «Набу потомство состарь» (в смысле «Набу продли годы жизни потомства до старости»).
Видимо, в его правление сутии (арамейское племя), опустошая Аккад, разорили храм Шамаша Э-барру, находящийся в Сиппаре.
Правил 8 лет.